# Hammana

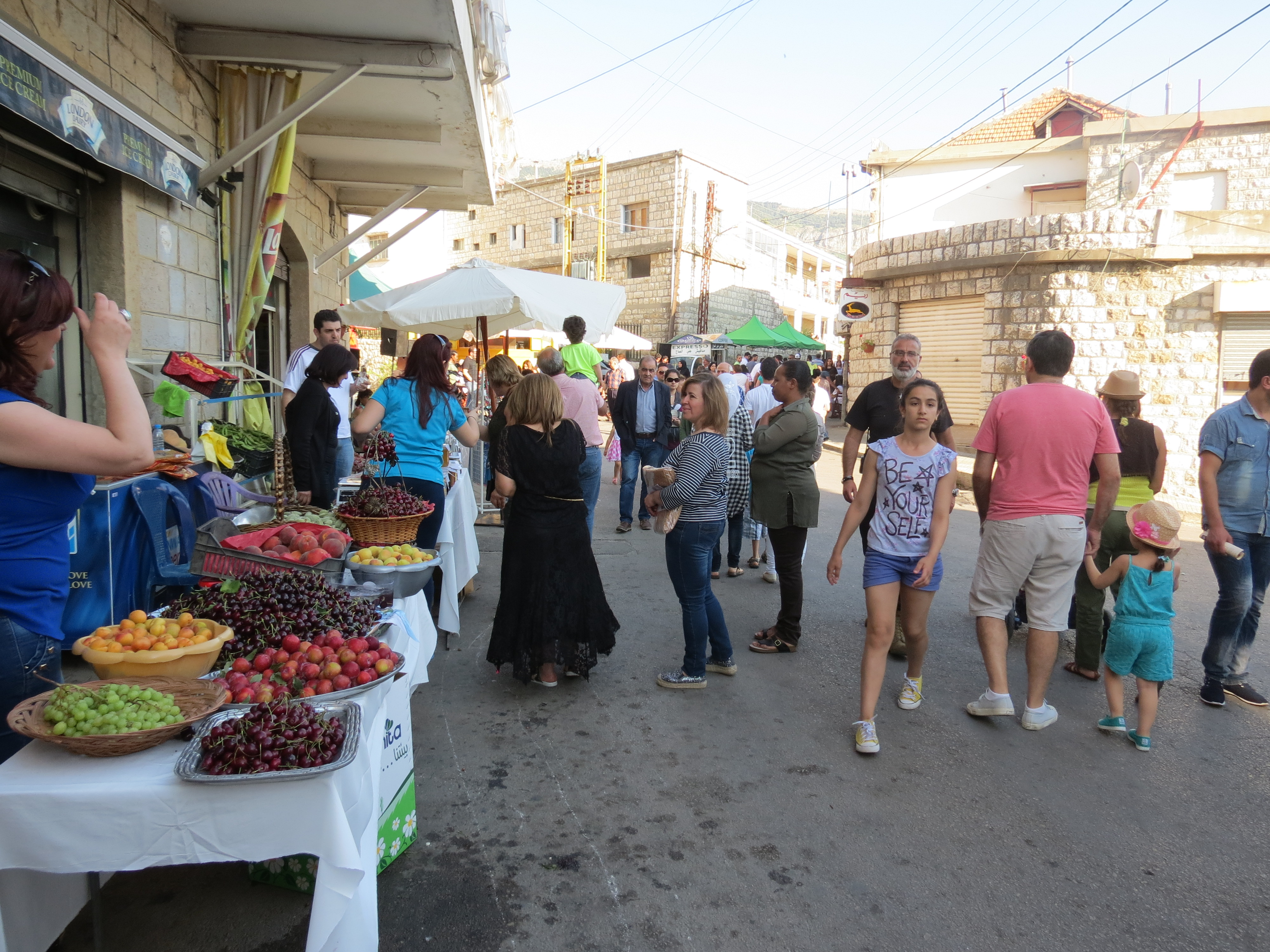
A festa da cereja de Hammana (2016)

Hammana é uma cidade do Líbano, situada cerca de 26 km a Leste Beirute.
A palavra "Hammana" pode ser de origem do nome do deus do sol fenício "Hammon" ou "Hamman". Esses dois nomes são derivados da palavra "Hama" que significa calor do sol. Hammana localiza-se a oeste do Monte Líbano, na altitude de 1200m. 
Hammana deu ao mundo grandes vultos humanitários, entre os quais o doutor Ma Haide (George Hatem) que ajudou a salvar a China de muitas doenças na nova era e, tem seu nome numa praça central da cidade.
Hammana é cidade-irmã ou cidade gêmea de Sorocaba, no Estado de São Paulo, Brasil.

## Ligações Externas
- página da cidade

Predefinição:Baabda District